# Clew Bay Complex SAC
Clew Bay Complex SAC este o arie protejată (arie specială de conservare — SAC, sit de importanță comunitară — SCI) din Irlanda întinsă pe o suprafață de 12.020,67 ha, integral pe uscat.

## Localizare
Centrul sitului Clew Bay Complex SAC este situat la coordonatele 53°51′08″N 9°39′11″W / 53.852307°N 9.652941°V.

## Înființare
Situl Clew Bay Complex SAC a fost declarat sit de importanță comunitară în ianuarie 2002 pentru a proteja 23 de specii de animale. Situl a fost protejat și ca arie specială de conservare în februarie 2022.

## Biodiversitate
Situată în ecoregiunea atlantică, aria protejată conține 10 habitate naturale: Terase mlăștinoase și terase nisipoase neacoperite de apă la reflux, Lagune de coastă, Golfuri mici largi și golfuri puțin adânci, Vegetație anuală la limita mareei, Vegetație perenă pe țărmurile stâncoase, Pășuni atlantice udate de apa mării (Glauco-Puccinellietalia maritimae), Dune mobile cu vegetație embrionară, Dune mobile de-a lungul țărmului cu Ammophila arenaria („dune albe”), Machair (* habitat specific irlandez), Păduri de stejar sesil bătrân cu Ilex și Blechnum în Insulele Britanice.
La baza desemnării sitului se află mai multe specii protejate:
- păsări (20): rață pitică (Anas crecca), rață fluierătoare (Anas penelope), rață mare (Anas platyrhynchos), pietruș (Arenaria interpres), Branta bernicla, Branta leucopsis, fugaci de țărm (Calidris alpina), prundaș gulerat mare (Charadrius hiaticula), cufundar mare (Gavia immer), scoicar (Haematopus ostralegus), sitar de mal nordic (Limosa lapponica), ferestrașul mare (Mergus merganser), culic mare (Numenius arquata), cormoran mare (Phalacrocorax carbo), chiră mică (Sterna albifrons), chiră de baltă (Sterna hirundo), Sterna paradisaea, călifar alb (Tadorna tadorna), fluierar cu picioare verzi (Tringa nebularia), fluierarul cu picioare roșii (Tringa totanus)
- mamifere (2): vidră de râu (Lutra lutra), focă obișnuită (Phoca vitulina)
- nevertebrate (1): Vertigo geyeri

Pe lângă speciile protejate, pe teritoriul sitului au mai fost identificate 1 specie de plante, 1 specie de păsări, 15 specii de nevertebrate.